# Usseewa
«Usseewa» (яп. うっせぇわ) — дебютний цифровий сингл японської співачки Адо. Цей сингл посів перше місце в Billboard Japan Hot 100, Oricon Digital Singles Chart і Oricon Streaming Chart. Пісня досягла 100 мільйонів прослуховувань у Billboard Japan через 17 тижнів після потрапляння в чарти. Пісня стала шостою в історії з таким показником, а Ado — наймолодшим сольним артистом.

## Чарти

### Тижневі чарти
| Чарт (2021)                     | Найвища позиція |
| ------------------------------- | --------------- |
| Global 200 (Billboard)          | 41              |
| Japan (Japan Hot 100)           | 1               |
| Japan Combined Singles (Oricon) | 2               |

### Річні чарти
| Чарт (2021)                     | Позиція |
| ------------------------------- | ------- |
| Global Excl. US (Billboard)     | 118     |
| Japan (Japan Hot 100)           | 7       |
| Japan Combined Singles (Oricon) | 8       |
| Чарт (2022)                     | Позиція |
| Japan (Japan Hot 100)           | 59      |

## Сертифікації
| Регіон                                                                                                  | Сертифікація  | Продажі     |
| --- | ------------- | ----------- |
| Японія (RIAJ)                                                                                           | Платиновий    | 250 000*    |
| Стримінг                                                                                                |               |             |
| Японія (RIAJ)                                                                                           | 3× Платиновий | 300 000 000 |
| *продажі, що базуються лише на сертифікаціях · лише прослуховування, що базуються лише на сертифікаціях |               |             |